# StarCraft (franciză)

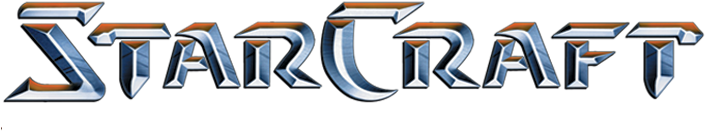

StarCraft este o franciză media creată în genul științifico-fantastic militar de către Chris Metzen și Phinney James și care este deținută de către compania Blizzard Entertainment. Seria prezintă în general lupta pentru supremație între trei specii galactice (Terranii adaptabili și mobili, Zergii insectoizi și enigmaticii Protossi) într-o parte îndepărtată a galaxiei Calea Lactee cunoscută sub numele de Sectorul Koprulu. Acțiunea seriei are loc la începutul secolului al XXVI-lea. Seria a debutat cu jocul video StarCraft din 1998. De atunci au apărut: o serie de alte jocuri, opt novelizări, două articole în Amazing Stories, un joc de table si alte produse comerciale licențiate, cum ar fi statuete de colecție și jucării.

## Lista produselorStarCraft

### Jocuri

#### Jocuri video
| Joc | Data lansării            | Data lansării            | Data lansării |  |
| Joc | America de Nord          | Regiune PAL              |               |  |
| --- | ------------------------ | ------------------------ | ------------- |  |
| |                          |                          |               |  |
| StarCraft | 31 martie 1998           | 31 martie 1998           |               |  |
| - Dezvoltat de Blizzard Entertainment și lansat pentru Microsoft Windows - A stabilit standardele strategiei în timp real și a stabilit cu succes săli de sport electronic, mai ales în Coreea de Sud. - Portat pentru Mac OS în martie 1999 |                          |                          |               |  |
| StarCraft: Insurrection | 31 iulie 1998            | 31 iulie 1998            |               |  |
| - Add-on autorizat al StarCraft, dezvoltat de Aztech New Media - Scenarii pe fundalul unei planete minore din franciză |                          |                          |               |  |
| StarCraft: Retribution | La sfârșitul anului 1998 | La sfârșitul anului 1998 |               |  |
| - Add-on autorizat al StarCraft, Dezvoltat de Stardock și publicat de WizardWorks - Scenarii despre găsirea unui puternic obiect antic |                          |                          |               |  |
| StarCraft: Brood War | 30 noiembrie 1998        | martie 1999              |               |  |
| - expansion pack oficial al jocului StarCraft, Dezvoltat de Blizzard Entertainment și Saffire Corporation și lansat pentru Microsoft Windows și Mac OS - Evenimentele din joc (campanii) continuă direct după cele din jocul original - A îmbunătățit echilibrul dintre rase; este folosit ca jocul de bază în sălile de joc împreună cu StarCraft |                          |                          |               |  |
| StarCraft 64 | 13 iunie 2000            | 16 iunie 2000            |               |  |
| - Versiune Nintendo 64 a StarCraft și Brood War, portată de Mass Media Interactive Entertainment - Include misiuni secrete suplimentare cu personajul Alexei Stukov |                          |                          |               |  |
| StarCraft II: Wings of Liberty | 27 iulie 2010            | 27 iulie 2010            |               |  |
| - Dezvoltat de Blizzard Entertainment pentru Windows și Mac OS X - Continuă direct povestea din Brood War - Creat cu intenția de a fi prima parte a unei trilogii, se concentrează asupra continuării poveștii care-i implică pe Terrani |                          |                          |               |  |
| StarCraft II: Heart of the Swarm | 12 martie 2013           | 12 martie 2013           |               |  |
| - Dezvoltat de Blizzard Entertainment pentru Windows și Mac OS X - Creat cu intenția de a fi a doua parte a unei trilogii, se concentrează asupra continuării poveștii care-i implică pe Zergi |                          |                          |               |  |
| StarCraft II: Legacy of the Void | 10 noiembrie 2015        | 10 noiembrie 2015        |               |  |
| - Dezvoltat de Blizzard Entertainment pentru Windows și Mac OS X - Creat cu intenția de a fi a treia parte a unei trilogii, se concentrează asupra continuării poveștii care-i implică pe Protoși |                          |                          |               |  |
| StarCraft: Ghost | Anulat                   | Anulat                   |               |  |
| - Joc Stealth de acțiune game dezvoltat de Blizzard Entertainment, anterior de Nihilistic Software și Swingin' Ape Studios - Spin-off care s-ar fi concentrat asupra unui nou personaj, Nova - Notabil pentru lunga sa fază de dezvoltare, este considerat vaporware; dezvoltarea jocului a fost anulată                                           |                          |                          |               |  |

#### Alte jocuri
| |                |                   |  |  |
| StarCraft Adventures | iulie 2000     | Role-playing game |  |  |
| - Joc Tabletop bazat pe sistemul de jocuri Alternity                                                                           |                |                   |  |  |
| StarCraft: The Board Game | octombrie 2007 | joc de masă       |  |  |
| - Joc Tabletop pentru 2-6 jucători, produs de Fantasy Flight Games - A câștigat "Best Board Game" în 2008 la Origins Game Fair |                |                   |  |  |

### Coloane sonore
| Titlu | Titlu                         | Data lansării  | Lungime | Casa discuri             |
| --- | ----------------------------- | -------------- | ------- | ------------------------ |
| |                               |                |         |                          |
| StarCraft: Game Music Vol. 1 | StarCraft: Game Music Vol. 1  | ianuarie 2000  | 56:49   | Net Vision Entertainment |
| - Majoritatea pieselor compuse sunt inspirate de StarCraft și produse de mai mulți DJ din Coreea de Sud; câteva piese originale compuse Glenn Stafford, Derek Duke, Jason Hayes și Tracy W. Bush au fost incluse - Discontinuu, anterior vândut prin magazinul online al Blizzard Entertainment |                               |                |         |                          |
| StarCraft Original Soundtrack | StarCraft Original Soundtrack | 10 August 2008 | 63:34   | Azeroth Music            |
| - Cuprinde piese compuse de Glen Stafford, Derek Duke, Jason Hayes și Tracy W. Bush pentru teme ale jocului și scene care nu au mai fost folosite - Lansat online prin iTunes |                               |                |         |                          |

### Literatură tipărită
| Titlu | Data lansării         | ISBN                    | Tip media    |
| --- | --------------------- | ----------------------- | ------------ |
| |                       |                         |              |
| StarCraft: Revelations | 29 martie 1999        | —                       | povestire    |
| - Scrisă de Chris Metzen și Sam Moore; publicată în revista Amazing Stories - Însoțită de lucrări de artă de Samwise Didier pe coperta Amazing Stories                                        |                       |                         |              |
| StarCraft: Hybrid | Jumătatea anului 2000 | —                       | povestire    |
| - Scrisă de Micky Neilson, publicată în revista Amazing Stories - Însoțită de lucrări de artă de Samwise Didier                                                                               |                       |                         |              |
| StarCraft: Uprising | 18 decembrie 2000     | ISBN: 978-0-7434-1898-0 | nuvelizare   |
| - Scris de Micky Neilson și publicat de Simon & Schuster, original disponibil doar ca e-book - Prequel al StarCraft, prezintă originea personajului Sarah Kerrigan                            |                       |                         |              |
| StarCraft: Cruciada lui Liberty | 1 martie 2001         | ISBN: 978-0-671-04148-9 | nuvelizare   |
| - Scris de Jeff Grubb și publicat de Simon & Schuster - Adaptare a primei campanii a jocului original StarCraft                                                                               |                       |                         |              |
| StarCraft: Shadow of the Xel'Naga | 1 iulie 2001          | ISBN: 978-0-671-04149-6 | nuvelizare   |
| - Scris de Gabriel Mesta și publicat de Simon & Schuster - Are loc între StarCraft și Brood War, concentrându-se asupra descoperirii unor artefacte antice Xel'Naga                           |                       |                         |              |
| StarCraft: Speed of Darkness | 1 iunie 2002          | ISBN: 978-0-671-04150-2 | nuvelizare   |
| - Scris de Tracy Hickman și publicat de Simon & Schuster - Poveste din prima campanie StarCraft, concentrându-se asupra vieții infanteriștilor Confederației terane                           |                       |                         |              |
| StarCraft: Queen of Blades | 1 iunie 2006          | ISBN: 978-0-7434-7133-6 | nuvelizare   |
| - Scris de Aaron S. Rosenberg și publicat de Simon & Schuster - Adaptare a celei de a doua campanii a jocului original StarCraft                                                              |                       |                         |              |
| StarCraft Ghost: Nova | 28 noiembrie 2006     | ISBN: 978-0-7434-7134-3 | nuvelizare   |
| - Scris de Keith R.A. DeCandido și publicat de Simon & Schuster - Are loc în timpul primei campanii din StarCraft, concentrându-se asupra originii personajului Nova                          |                       |                         |              |
| StarCraft: The Dark Templar Saga #1: Firstborn | 22 mai 2007           | ISBN: 978-0-7434-7125-1 | nuvelizare   |
| - Scris de Christie Golden și publicat de Simon & Schuster - Prequel al StarCraft II, concentrându-se asupra căutării artefactelor Xel'Naga și ale istoriei protoss                           |                       |                         |              |
| The StarCraft Archive | 13 noiembrie 2007     | ISBN: 978-1-4165-4929-1 | antologie    |
| - Collection of early StarCraft novels, published by Simon & Schuster - antologie formată din Uprising, Liberty's Crusade, Shadow of the Xel'Naga și Speed of Darkness                        |                       |                         |              |
| StarCraft: The Dark Templar Saga #2: Shadow Hunters | 27 noiembrie 2007     | ISBN: 978-1-4165-8003-4 | nuvelizare   |
| - Scris de Christie Golden și publicat de Simon & Schuster - Prequel al StarCraft II, continuă povestea începută în Firstborn                                                                 |                       |                         |              |
| StarCraft: Frontline | august 2008           | ISBN: 978-1-4278-0721-2 | roman grafic |
| - Scris de Richard A. Knaak și publicat de Tokyopop - Antologie cu povestiri care au loc înainte de StarCraft II care explorează punctul de vedere al fiecărei din cele trei rase în conflict |                       |                         |              |
| StarCraft: I, Mengsk | 30 decembrie 2008     | ISBN: 978-1-4165-5083-9 | nuvelizare   |
| - Scris de Graham McNeill și publicat de Simon & Schuster - Se concentrează asupra originii unor personaje din familia Mengsk : Angus Mengsk, Arcturus Mengsk și Valerian Mengsk              |                       |                         |              |
| StarCraft: The Dark Templar Saga #3: Twilight | 30 June 2009          | ISBN: 978-0-7434-7129-9 | nuvelizare   |
| - Scris de Christie Golden și publicat de Simon & Schuster - Prequel al StarCraft II, finalizează povestea cadru din The Dark Templar Saga                                                    |                       |                         |              |
| StarCraft: Ghost Academy | 1 ianuarie 2010       | —                       | roman grafic |
| - Scris de Keith R.A. DeCandido and David Gerrold și publicat de Tokyopop - Se concentrează asupra antrenamentului lui Nova ca agent de spionaj                                               |                       |                         |              |
| StarCraft Ghost: Spectres | 27 septembrie 2011    | —                       | nuvelizare   |
| - Scris de Nate Kenyon și publicat de Simon & Schuster - Sequel al StarCraft Ghost: Nova |                       |                         |              |
| StarCraft: Evolution | 2016                  | —                       | nuvelizare   |
| - Scris de Timothy Zahn |                       |                         |              |

### Alte produse
| |                       |                                            |  |  |
| StarCraft Battle Chest | 31 decembrie 1999     | Compilație de jocuri video                 |  |  |
| - Compilație StarCraft și Brood War pentru Windows și Mac OS, împreună cu ghidul de strategie oficial al Prima Games pentru cele două jocuri |                       |                                            |  |  |
| |                       |                                            |  |  |
| StarCraft Cinematics DVD | Începutul anului 2001 | Compilație de scene șterse cinematografice |  |  |
| - Colecție DVD de scene șterse HD cinematografice din StarCraft și Brood War, împreună cu comentarii audio și artă conceptuală |                       |                                            |  |  |
| |                       |                                            |  |  |
| Heroes of the Storm | 2 iunie 2015          | MOBA                                       |  |  |
| - Dezvoltat de Blizzard Entertainment pentru Windows și Mac OS X - Jocul conține eroi din mai multe francize Blizzard cum ar fi Warcraft, Diablo, StarCraft, The Lost Vikings sau Overwatch. Din universul StarCraft sunt 15 eroi jucabili și două teme Braxis Holdout & Warhead Junction. |                       |                                            |  |  |

## Poveste
Povestea din StarCraft este prezentată prin manualul său de instrucțiuni, informațiile pentru fiecare misiune și conversațiile din cadrul misiunilor în sine, împreună cu utilizarea secvențelor cinematografice în punctele cheie. Jocul în sine este împărțit în trei episoade, câte unul pentru fiecare rasă a jocului. În primul segment al jocului, jucătorul și Jim Raynor încearcă să controleze colonia Mar Sara în urma atacurilor Zergilor asupra altor lumi terrane. După ce Confederația l-a arestat pe Raynor pentru distrugerea proprietăților Confederației, în ciuda faptului că a fost infestată de Zergi, jucătorul se alătură lui Arcturus Mengsk și Fiilor lui Korhal. Raynor, care este eliberat de trupele lui Mengsk, li se se alătură și însoțește frecvent jucătorul în misiuni. Mengsk începe apoi să utilizeze tehnologia confederată capturată pe Mar Sara pentru a-i ademeni pe Zergi pentru a ataca instalațiile Confederației și pentru a-și dezvolta propriile obiective. După ce l-a obligat pe generalul confederat Edmund Duke să i se alăture, Mengsk sacrifică propriul său comandant, pe Sarah Kerrigan, pentru a asigura distrugerea Confederației prin atragerea Zergului în capitala confederată Tarsonis. Raynor este indignat de adevăratele scopuri ale lui Mengsk de a obține puterea cu orice preț și dezertează, luând cu el o mică armată a fostei miliții coloniale din Mar Sara. Mengsk reorganizează ceea ce rămâne din populația terrană în Dominionul Terran, încununându-se ca împărat.
A doua campanie dezvăluie că Kerrigan nu a fost ucisă de Zergi, ci a fost capturată și infestată în efortul de a încorpora trăsăturile ei umane psionice în bazinul genetic Zerg. Ea apare cu mult mai multe puteri psionice și cu forță fizică sporită, ADN-ul ei s-a modificat complet. Între timp, comandantul Protoss, Tassadar, descoperă că cerebralii Zerg (cerebrates) nu pot fi uciși prin mijloace convenționale, ci că pot fi răniți de puterile păzite în templul întunecat (dark templar) eretic. Tassadar se aliază cu prelatul dark templar Zeratul, care îl asasinează pe Zasz, unul dintre cerebrates Zerg din grupurile lor-stup (hives) de pe Char. Moartea lui Zasz face ca forțele sale să treacă fără control prin stupii Zerg, dar leagă un scurt timp mințile lui Zeratul și Zerg Overmind, permițându-i în cele din urmă Overmind-ului să afle locația lumii de origine protoss Aiur, pe care Overmind a căutat-o de milenii. Principalul roi Zerg invadează rapid planta Aiur, în timp ce Kerrigan este trimisă să se ocupe de Tassadar și, în ciuda rezistenței grele a Protoșilor, Overmind-ul este capabil să se infiltreze în crusta planetei.
În ultimul episod al jocului Aldaris și guvernul Protoss îl consideră pe Tassadar un trădător și un eretic pentru că a conspirat cu templul întunecat. Jucătorul (ulterior este dezvăluit în rolul lui Artanis) inițial, îl ajută pe Aldaris pentru apărarea planetei Aiur de invazia Zerg, dar în timp ce se află în misiune pentru a-l aresta pe Tassadar, jucătorul se alătură acestuia în schimb. Un război civil Protoss izbucnește, punându-i pe Tassadar, Zeratul și aliații lor să lupte împotriva unităților Protoss. Templierii întunecați își dovedesc valoarea în momentul în care își folosesc energiile pentru a ucide încă două cerebrates Zerg de pe Aiur, iar Conclavul se împacă cu ei. Ajutat de forțele lui Raynor - care s-au unit cu ale lui Tassadar înapoi pe Char - Protoss-ul a trecut prin apărarea slăbită a Overmind-ului și a distrus carapacea exterioară a Overmind-ului, dar a avut pierderi grele în acest proces. Tassadar își canalizează propriile energii psionice în combinație cu cele ale templierului întunecat prin coca navei sale de comandă și o prăbușește în Overmind, sacrificându-se pentru a o distruge.
Povestea este continuată direct în Brood War și este prezentată prin manualul său de instrucțiuni, informările pentru fiecare misiune și conversațiile din cadrul misiunilor în sine, împreună cu utilizarea scenelor cinematografice la sfârșitul fiecărei campanii. Jocul în sine este împărțit în trei noi episoade, unul centrat pe fiecare rasă.
În primul episod, Aldaris, Zeratul și Artanis proaspăt promovat lucrează pentru evacuarea Protoșilor supraviețuitori din lumea lor de origine Aiur devastată printr-o poartă warp spre lumea de origine a templierilor întunecați (dark templar), Shakuras, unde se întâlnesc cu matriarhul templierului întunecat, Raszagal. Cu toate că Zergii sunt capabili să urmărească Protoșii către Shakuras, Raszagal informează supraviețuitorii despre un templu Xel'Naga de la suprafața planetei care are puterea de a curăța planeta de Zergii de la suprafață dacă este activat. Cu Zeratul și Artanis, cu reticență în parteneriat cu Sarah Kerrigan, care îi informează despre un nou Overmind care se dezvoltă pe Char, jucătorul li se alătură într-o operațiune pentru a recupera două cristale cheie (Khalis și Uraj) necesare pentru a opera templul. La întoarcerea lor, este dezvăluit că Aldaris a început o răscoală împotriva templierilor întunecați datorită alianței lor cu Kerrigan. Răscoala este zdrobită, iar Aldaris este ucis de Kerrigan, care dezvăluie că motivele ei sunt de a asigura distrugerea cerebralilor Zerg pe Shakuras, astfel încât ea să poată controla Zerg însuși înainte de a pleca de pe planetă. În ciuda faptului că activarea templului va îndeplini obiectivele lui Kerrigan, Zeratul și Artanis continuă cu altă alegere, eliminând Zergii de pe suprafața lui Shakuras.
În cel de-al doilea episod, jucătorul conduce incursiunile inițiale ale UED - United Earth Directorate (Directoratul Unit al Pământului) împotriva Dominionului Terran. La întâlnirea cu Samir Duran, vice-amiralul flotei, Alexei Stukov, îl numește pe Duran consilier special. UED descoperă în curând un „disrupter psi” - un dispozitiv capabil să perturbeze comunicările Zerg - pe fosta capitală confederată Tarsonis.  Cu toate că Duran îl convinge pe amiralul Gerard DuGalle să distrugă dispozitivul anti-Zerg, forțele lui Stukov îl scapă pe Duran în ultimul moment. UED merge spre lumea tronului Dominionului, Korhal IV, unde jucătorul învinge armatele împăratului Arcturus Mengsk, deși Mengsk este salvat de o flotă Protoss comandată de Jim Raynor. UED îi urmărește pe Raynor și pe Mengsk spre lumea natală Protoss Aiur, dar cei doi scapă de atacul masiv al UED atunci când Duran își retrage inexplicabil forțele din poziție și permite Zergilor să intervină în operațiune. După ce a înțeles că invazia UED i-a determinat pe Mengsk, Raynor și Protoss să se unească împotriva unui dușman comun, Stukov își dă seama că acțiunile lui Duran și atacul Zergilor erau prea mult pentru a fi o coincidență - Zergii sunt de asemenea aliați cu Dominionul Terran iar protoșii și Duran colaborează să submineze UED. În timp ce Stukov preia un contingent de trupe și reconstruiește perturbatorul psi pe Braxis, DuGalle nu știe intențiile sale și devine convins că este un trădător. Jucătorul îl ajută pe Duran să-l vâneze pe Stukov în interiorul perturbatorului psi, dar înainte de a muri, Stukov îi dezvăluie lui DuGalle că Duran este adevăratul inamic. Duran fuge după ce jucătorul zădărnicește încercarea de a sabota disrupterul psi. Folosind capabilitățile acestuia, DuGalle și UED sunt capabili să atace lumea Zerg Char și să preia controlul noului Overmind care crește acolo.
În secțiunea finală Brood War jucătorul trebuie să o ajute pe Sarah Kerrigan să învingă UED. Odată ce Overmind a căzut sub comanda UED, toate operațiunile dintre facțiunile native din sector sunt deteriorate, inclusiv forțele lui Kerrigan. Pentru a începe campania împotriva forțelor Directoratului, Kerrigan și Samir Duran formează o alianță reticentă cu Jim Raynor, pretorul Protoss Fenix și Arcturus Mengsk pentru a distruge perturbatorul psi. După distrugerea perturbatorului psi, jucătorul conduce forțele lui Kerrigan într-un asalt pe scară largă asupra planetei Korhal, înlăturând rapid stăpânirea UED asupra planetei. După aceea, Kerrigan își trădează aliații, distrugând un număr mare de forțe ale Dominionului și ucigând atât pe Fenix, cât și pe Edmund Duke, mâna dreaptă a lui Mengsk. Supărat pe trădarea lui Kerrigan, Raynor promite că o va ucide într-o zi și apoi se va retrage. Kerrigan călătorește cu Duran pe Shakuras și o răpește pe Raszagal, pe care o folosește pentru a-l șantaja pe Zeratul pentru uciderea Overmind-ului de pe Char, punând astfel toate forțele Zerg sub controlul lui Kerrigan. Zeratul încearcă s-o salveze pe Raszagal, dar jucătorul împiedică evadarea lor, iar Zeratul în cele din urmă o omoară pe Raszagal când devine clar că a fost spălată pe creier în mod ireversibil de Kerrigan. În acel moment, devine clar că revolta lui Aldaris din primul episod a fost o încercare de a opri pe Raszagal, ca să nu-i mai trădeze pe oamenii ei. La părăsirea planetei Char în căutarea lui Artanis, Zeratul dă peste o instalație genetică condusă de Duran, fără să știe Kerrigan, unde este dezvoltat un hibrid Protoss / Zerg. În același timp, Kerrigan este atacată pe Char de Dominion, UED și o flotă răzbunătoare condusă de Artanis. În ciuda faptului că este depășită, Kerrigan învinge toate cele trei flote și stârpește flota UED supraviețuitoare, ceea ce o face pe ea să fie puterea dominantă în acest sector. Înainte de eliminarea flotei UED, amiralul DuGalle trimite un mesaj final familiei sale înainte de a se sinucide cu pistolul.